# Halbinsel Quiberon
Die Halbinsel Quiberon liegt im Département Morbihan in der Bretagne in Frankreich. Auf der Halbinsel liegen die Gemeinden Quiberon und Saint-Pierre-Quiberon.
Die lange Halbinsel ist mit dem Festland durch den weniger als 100 m breiten Isthmus von Penthièvre verbunden, der ein Tombolo ist und die ursprüngliche Insel erst seit dem 11. Jahrhundert mit dem Festland verbindet.
Zwei unterschiedliche Landschaften dominieren die Küsten. Die Ostküste, geschützt vor den vorherrschenden Winden, öffnet sich zu einer großen, ruhigen Bucht, der Baie de Quiberon, die von der Carnac-Küste verlängert wird. Die acht Kilometer lange westliche Côte Sauvage (Wilde Küste) steht unter dem Ansturm von Wind und Wellen. Im Westen liegt die Île Téviec, die durch ihre reichen mesolithischen Funde bekannt wurde. 

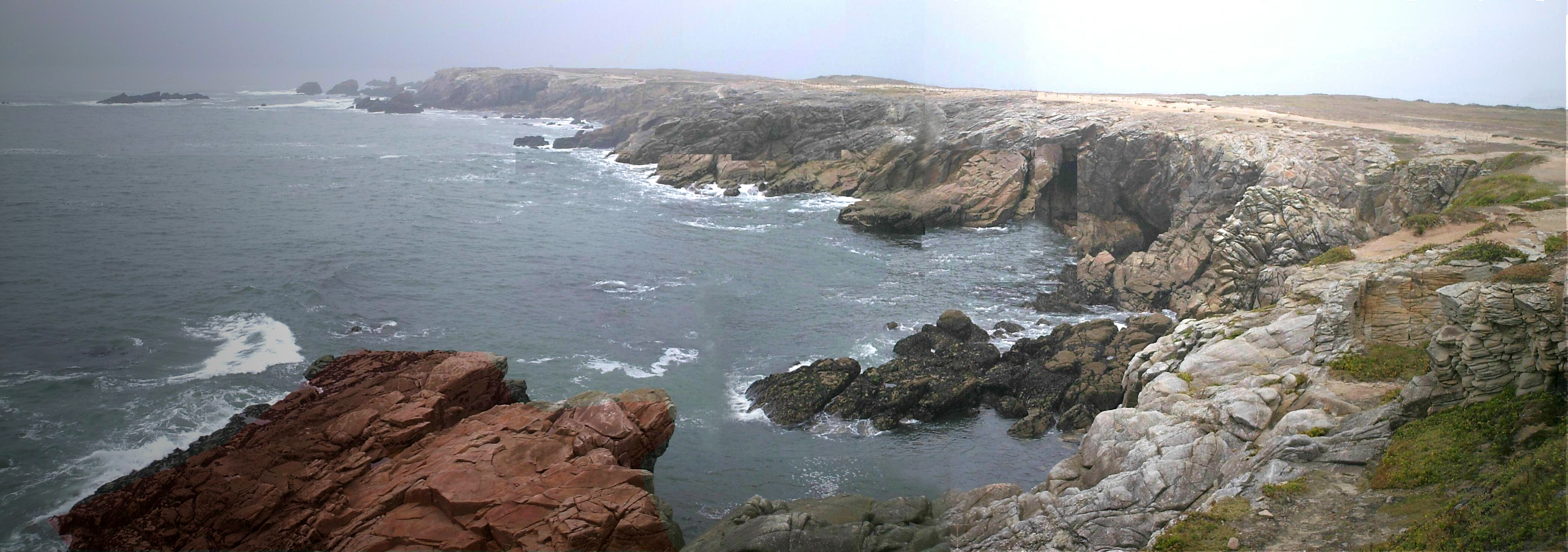
Die Côte Sauvage – "wilde Küste"

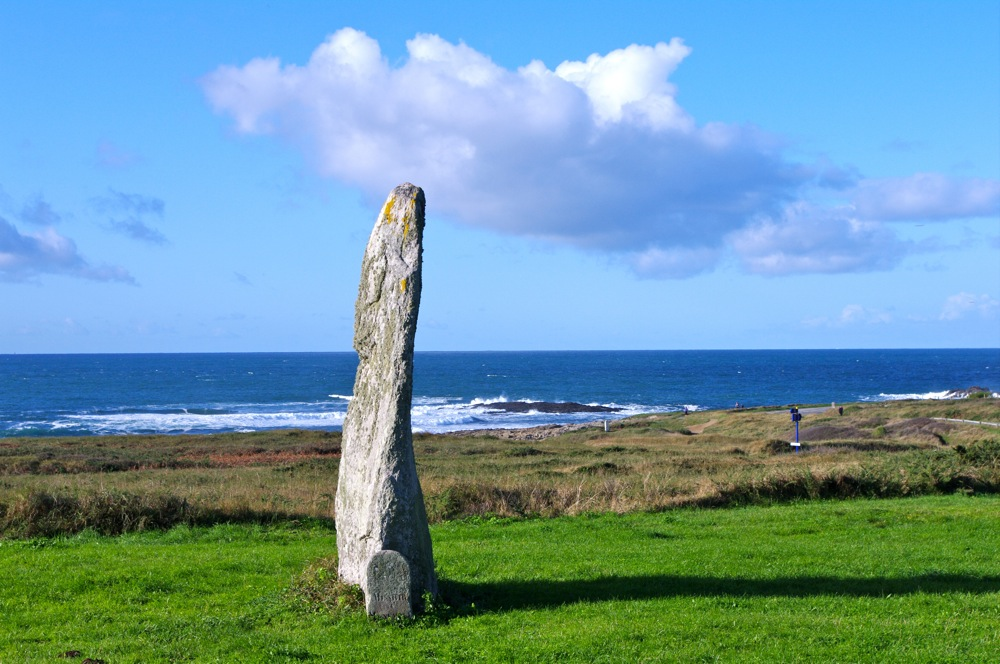
Menhir an der Côte Sauvage

Am südlichen Ortsende von Saint-Pierre-Quiberon führt eine Straße zum halben Cromlech und zu den fünf Megalithanlagen von Kerbourgnec aus 40 Menhiren, die man bis zum Strand verfolgen kann. Bei Ebbe sieht man wie eine Anzahl der Menhire, ähnlich wie bei Er Lannic, im Meer auftauchen. Diese Alignements müssen vor der Transgression des Meeres angelegt worden sein. Auf der Halbinsel liegen die Dolmen von Porz Guen. An der Westküste stehen mehrere Menhire. Die Menhire Manemeur 2 und 3 stehen etwa 300 Meter entfernt am Abzweig in die Rue de Manemeur. Knapp 500 Meter weiter befinden sich die Menhire "Beg-er-Goalennec" und weitere 450 Meter weiter der Menhir "Manemeur 4".
Die Seeschlacht in der Bucht von Quiberon (auch Bataille des Cardinaux) war eine Seeschlacht im Siebenjährigen Krieg. Sie fand am 20. November 1759 statt.